# Horná Lehota (okres Dolný Kubín)

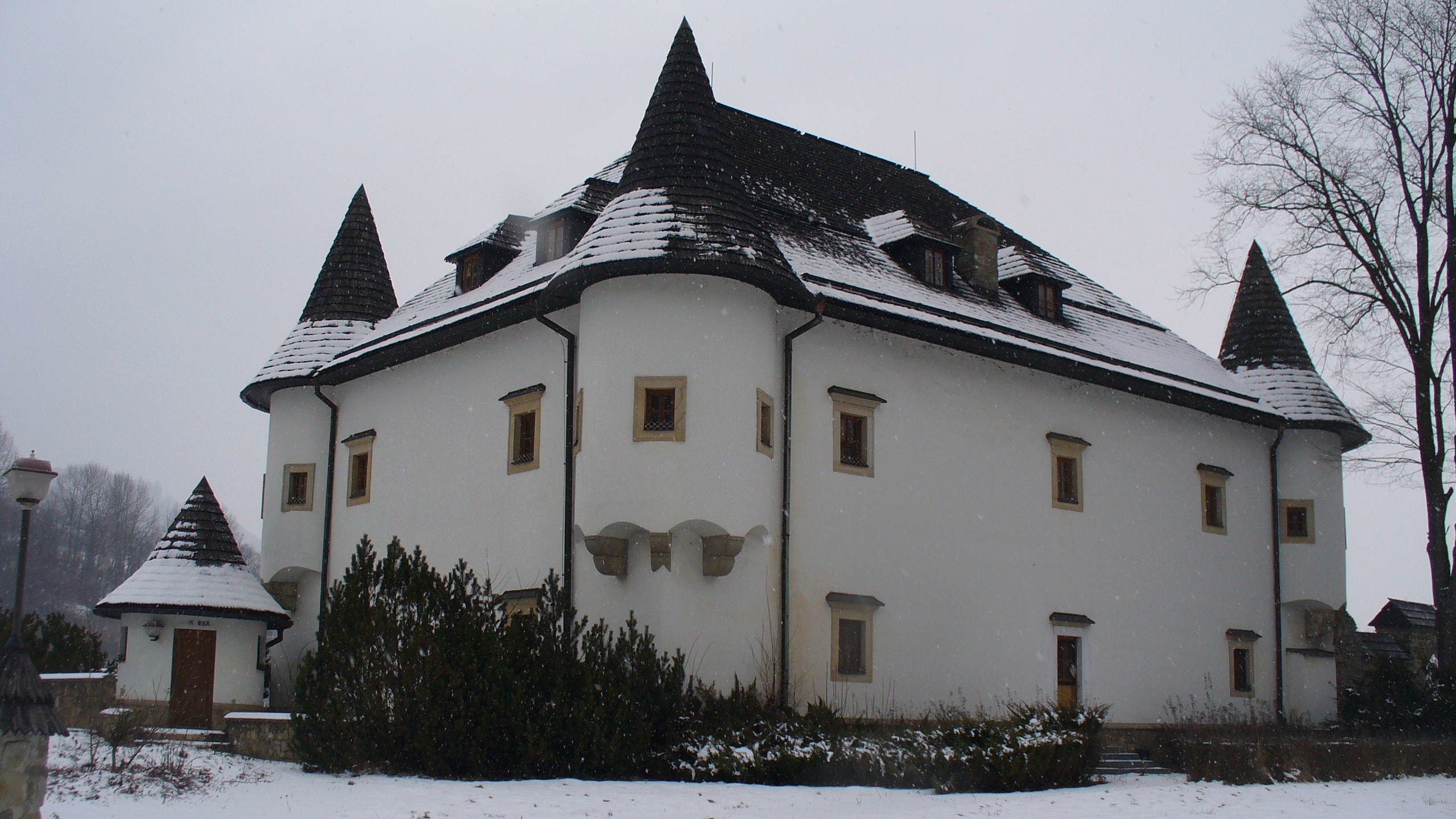
Horná Lehota

Horná Lehota (Hongaars: Felsőlehota) is een Slowaakse gemeente in de regio Žilina, en maakt deel uit van het district Dolný Kubín.
Horná Lehota telt 552 inwoners.